# تمساح آفریقای غربی
تمساح آفریقای غربی (نام علمی: Crocodylus suchus) نام یک گونه از سرده گاندوها است.